# Destiny Chukunyere
Destiny Chukunyere (Birkirkara, Malta; 29 de agosto de 2002) é uma cantora maltesa. Foi a vencedora do Festival Eurovisão da Canção Júnior 2015, com a música «Not My Soul» que obteve 185 pontos.

## Biografia
Destiny nasceu a 29 de agosto de 2002, em Birkirkara, nos arredores de Valeta. A sua mãe é de maltesa e o seu pai é o futebolista Ndubisi Chukunyere, nigeriano de etnia ibo. Tem dois irmãos mais novos, Melody e Isaiah.

## Carreira artística

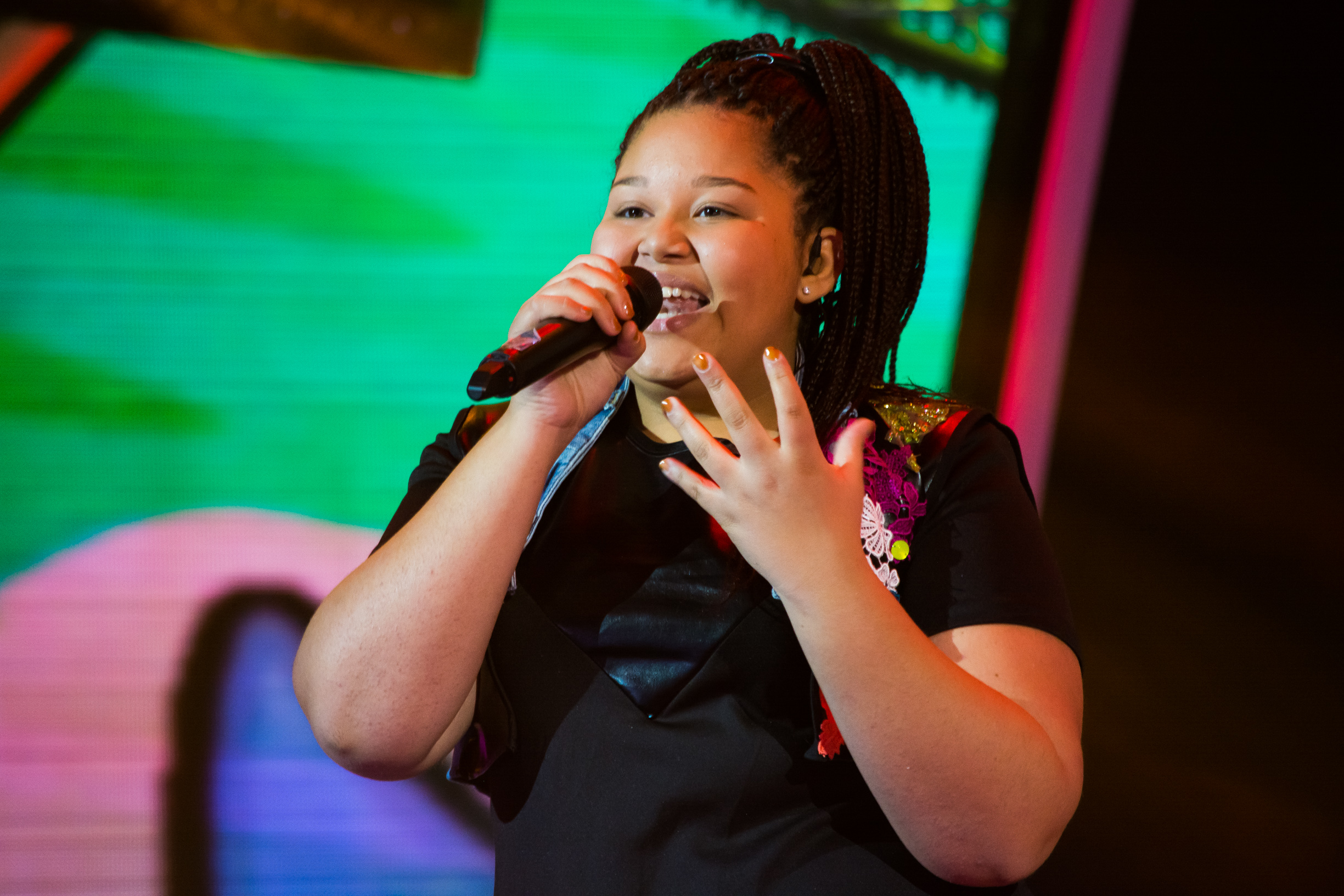
Destiny Chukunyere no palco da Eurovisão Júnior 2015 durante o ensaio geral.

Aos 9 anos de idade, Destiny começou a ter aulas de piano e canto. Em 2014 participou do «Festival Kanzunetta Indipendenza», o concurso musical do dia da independência de Malta, onde ficou em 3.º lugar. A seguir, no mesmo ano, participou no certame Asterisks, na Macedónia do Norte e no Sanremo Junior em Itália, tornando-se vencedora de ambos.

### 2015—2017: Eurovisão Júnior 2015
A 11 de julho de 2015, Destiny ganhou o festival nacional de Malta que permitiu-lhe representar o seu país na Eurovisão Júnior desse ano que decorreu em Sofia, Bulgária, onde sagrou-se vencedora com a música «Noy My Soul», composta por Elton Zarb e Muxu. A canção recebeu 185 pontos e quebrou o recorde da cantora espanhola María Isabel em 2004.
A 13 de dezembro de 2015, Chukunyere recebeu por parte da então presidenta de Malta, Marie Louise Coleiro Preca, a «Midalja għall-Qadi tar-Repubblika», a medalha pelo serviço à república maltesa.

### 2017—19: Britain's Got Talent
No começo de 2017, a Destiny participou na 11.ª edição do Britain's Got Talent, da ITV, com a canção Think de Aretha Franklin, a mesma que permitiu-lhe ir à Eurovisão Júnior em 2015. A cantora acabou em 6.º lugar naquela temporada do concurso.

### 2019—20: Factor X Malta
Em maio de 2019, foi uma das coristas de Michela Pace, na música «Chameleon», na Eurovisão de 2019 em Tel Aviv, Israel. No mesmo ano, Destiny formou parte da 2.ª temporada da versão maltesa do Factor X, onde a 20 de fevereiro de 2020 conquistou o 1.º lugar.

### 2020—2021: Festival Eurovisão da Canção
Depois da vitória no Factor X, Chukunyere adquiriu o direito de ser a representante de Malta no Festival Eurovisão 2020 com a música «All Of My Love». A competição iria acontecer em Roterdão, nos Países Baixos, entre 12 e 16 de maio de 2020. Entretanto, a 18 de março daquele ano, o concurso seria cancelado devido à pandemia de COVID-19.
A 16 de maio de 2020, os Serviços públicos de radiodifusão de Malta confirmaram que Destiny iria representar o país na Eurovisão de 2021. A música escolhida para essa participação seria «Je me casse», composta por Amanuel Dermont, Malin Christin, Nicklas Eklund e Pete Barringer, sendo lançada a 15 de março de 2021. A entrada de Malta passou à final do festival de 2021 a 18 de maio, na 1.º semi-final e acabou por ficar em 7.º lugar com 255 pontos.

### 2022: The Voice Kids Malta
A 15 de julho de 2022, foi anunciado que Chukunyere será parte do jurado da 1.ª temporada do The Voice Kids Malta.

## Discografia

### Singles
| Título                 | Ano  | Álbum             |
| ---------------------- | ---- | ----------------- |
| "Festa t'Ilwien"       | 2014 | Músicas sem álbum |
| "Not My Soul"          | 2015 | Músicas sem álbum |
| "Embrace"              | 2016 | Músicas sem álbum |
| "Fast Life (Ladidadi)" | 2016 | Músicas sem álbum |
| "All of My Love"       | 2020 | Músicas sem álbum |
| "Je me casse"          | 2021 | Músicas sem álbum |